# Iver Markengbakken
Iver Markengbakken (* 25. März 1982 in Gjøvik) ist ein ehemaliger norwegischer Nordischer Kombinierer.

## Werdegang
Markengbakken, der für OTS Lysgaarden Skilag startete, begann 1990 mit dem Skisport und debütierte 2000 im Erwachsenenbereich. Im Dezember 2001 gab er sein Debüt im Continentalcup der Nordischen Kombination. Nachdem er in seinen ersten beiden Rennen deutlich an den Punkterängen scheiterte, dauert es bis März 2003, bis er erneut im B-Weltcup eingesetzt wurde. Dabei gelang ihm in Trondheim erstmals der Sprung in die Punkteränge. Wenige Tage später gewann er in Stryn gemeinsam mit der Mannschaft den Teamwettbewerb. Am 30. Dezember 2004 gab Markengbakken in Oberhof sein Debüt im Weltcup der Nordischen Kombination. In seiner ersten Saison blieb er dabei ohne Punkteerfolg. Daraufhin wechselte er zur Saison 2005/06 erneut in den B-Weltcup. Nachdem er im Dezember in den Vereinigten Staaten in Park City und Lake Placid gute Top-10-Platzierungen erreichte, darunter ein dritter Platz in Lake Placid, kam er vier Wochen später zurück in den A-Kader, wo er in Harrachov im Weltcup seine ersten Punkte gewinnen konnte. Trotz dieses Erfolges blieb er auch für weitere Wettbewerbe parallel im B-Weltcup, wo er in Karpacz erneut als Zweiter das Podium bestieg.
Ab März 2006 gehörte Markengbakken fest zum Weltcup-Kader. Im Sommer 2006 gewann er mit der Mannschaft den Teamwettbewerb in Berchtesgaden im Rahmen des Sommer-Grand-Prix. In der Saison 2006/07 gelangen ihm durchweg Platzierungen in den Punkterängen. Zudem erreichte er in Lago di Tesero mit der Mannschaft sein erstes und einziges Weltcup-Podium. Zum Saisonende schaffte es Markengbakken mit dem neunten Rang in Oslo das beste Einzel-Weltcup-Resultat seiner Karriere zu erreichen. Zudem konnte er bereits kurz vorher bei den Norwegischen Meisterschaften 2007 in Lillehammer seine ersten und einzigen nationalen Titel im Sprint sowie mit der Mannschaft gewinnen. Außerdem gewann er Bronze im Massenstart. Zuvor gehörte er bereits zum Kader für die Nordische Skiweltmeisterschaft 2007 in Sapporo, erhielt dort jedoch keinen Einsatz.
Nachdem Markengbakken nur schwach in die Saison 2007/08 gestartet war, wechselte er erneut in den B-Weltcup, den er aber nach mehreren sehr guten Platzierungen, darunter zwei Podiumsränge in Høydalsmo und Chaux-Neuve wieder verließ und in den Weltcup zurückkehrte. Dort konnte er sich jedoch nicht mehr durchsetzen und bestritt von Januar bis März 2009 seine letzten internationalen Wettbewerbe im Rahmen des zwischenzeitlich zu Continentalcup umgetauften B-Weltcup. Da er hierbei noch einmal zwei dritte Plätze erreichte, konnte er in der Gesamtwertung nach Abschluss der Saison den 21. Platz belegen.
Markengbakken lebt in Lillehammer. Nach seiner aktiven Karriere betätigte er sich als Sportfunktionär in der Nordischen Kombination und wurde unter anderem Teamchef in Lillehammer.

## Erfolge

### Weltcup-Statistik
Die Tabelle zeigt die erreichten Platzierungen im Einzelnen.
- Platz 1.–3.: Anzahl der Podiumsplatzierungen
- Top 10: Anzahl der Platzierungen unter den ersten zehn
- Punkteränge: Anzahl der Platzierungen innerhalb der Punkteränge
- Starts: Anzahl gelaufener Rennen in der jeweiligen Disziplin

| Platzierung         | Einzel a | Sprint | Massenstart | Team   | Team    | Gesamt |
| Platzierung         | Einzel a | Sprint | Massenstart | Sprint | Staffel | Gesamt |
| ------------------- | -------- | ------ | ----------- | ------ | ------- | ------ |
| 1. Platz            |          |        |             |        |         |        |
| 2. Platz            |          |        |             |        |         |        |
| 3. Platz            |          |        |             |        | 1       | 1      |
| Top 10              |          | 1      |             |        | 2       | 3      |
| Punkteränge         | 7        | 6      | 1           |        | 2       | 16     |
| Starts              | 16       | 15     | 4           |        | 2       | 37     |
| Stand: Karriereende |          |        |             |        |         |        |